# Liste der denkmalgeschützten Objekte in Muggendorf (Niederösterreich)
Die Liste der denkmalgeschützten Objekte in Muggendorf enthält die denkmalgeschützten, unbeweglichen Objekte der Gemeinde Muggendorf im niederösterreichischen Bezirk Wiener Neustadt-Land.

## Denkmäler
| Foto |                 | Denkmal                                         | Standort                                   | Beschreibung | Metadaten                                                                                                |
| ---- | --------------- | ----------------------------------------------- | ------------------------------------------ | --- | --- |
| ja   | Datei hochladen | Ehem. Kalkofen HERIS-ID: 30294 Objekt-ID: 27035 | Thal 1, südöstlich Standort KG: Muggendorf | Der Kalkofen war bis 1961 in Betrieb und wurde vom Ortspflegeverein in den Jahren 2000 bis 2003 wiederhergestellt. | BDA-Hist.: Q37932483 Status: Bescheid Stand der BDA-Liste: 2025-06-30 Name: Ehem. Kalkofen GstNr.: 168/2 |